# Mimosa carbonalis
Mimosa carbonalis är en ärtväxtart som beskrevs av A.R.Molina. Mimosa carbonalis ingår i släktet mimosor, och familjen ärtväxter. Inga underarter finns listade i Catalogue of Life.